# Épinal
Épinal je mesto in občina v severovzhodni francoski regiji Loreni, prefektura departmaja Vogezi. Leta 1999 je mesto imelo 35.794 prebivalcev.

## Geografija
Mesto leži v južni Loreni ob reki Mozeli, 60 km južno od Nancyja.

## Administracija
Épinal je sedež dveh kantonov:
- Kanton Épinal-Vzhod (del občine Épinal, občine Arches, Archettes, La Baffe, Deyvillers, Dignonville, Dinozé, Dogneville, Jeuxey, Longchamp, Vaudéville: 29.726 prebivalcev),
- Kanton Épinal-Zahod (del občine Épinal, občine Chantraine, Chaumousey, Darnieulles, Domèvre-sur-Avière, Dommartin-aux-Bois, Fomerey, Les Forges, Girancourt, Golbey, Renauvoid, Sanchey, Uxegney: 33.142 prebivalcev).

Mesto je prav tako sedež okrožja, v katerega so poleg njegovih dveh vključeni še kantoni Bains-les-Bains, Bruyères, Charmes, Châtel-sur-Moselle, Darney, Dompaire, Monthureux-sur-Saône, Plombières-les-Bains, Rambervillers, Remiremont, Saulxures-sur-Moselotte, Thillot in Xertigny z 225.898 prebivalci.

## Zanimivosti
Épinal je na seznamu francoskih umetnostno-zgodfovinskih mest.
- Bazilika Saint-Maurice z 11. do 13. stoletja,
- romanska hiša,
- ostanki srednjeveškega gradu Château d'Épinal s pripadajočim parkom,iz 13. stoletja,
- trg Place des Vosges,

## Pobratena mesta
- Bitola (Makedonija),
- Chieri (Italija),
- Gembloux (Belgija),
- La Crosse (Wisconsin, ZDA),
- Loughborough (Združeno kraljestvo),
- Schwäbisch Hall (Nemčija).